# Bulbul, Siria
Bulbul (în arabă بلبل, în kurdă Bulbula) este un mic oraș în nord-vestul Guvernoratului Alep din nordul Siriei, situat la granița cu Turcia. Conform recensământului din 2004 al Biroului Central de Statistică din Siria, Bulbul avea o populație de 1.742 de locuitori. Orașul este și centrul administrativ al Nahiei Bulbul din Districtul Afrin, alcătuită din 34 de sate cu o populație totală de 12.573 de locuitori.
Bulbul se învecinează la vest cu localitatea Maydan Ikbis, cu Rajo în sud-vest și cu Maabatli în sud. 
Cuvântul bulbul înseamnă privighetoare în limbile arabă, turcă, persană și kurdă.

## Războiul Civil Sirian
Pe 3 februarie 2018, lupte grele au izbucnit în Bulbul și Rajo între ASL pro-turcă și grupările kurde YPG din Forțele Democratice Siriene, pe fondul ofensivei turce pentru capturarea orașului kurd Afrin.